# Cueva de Manzanedo
Cueva de Manzanedo, también conocida como Cueva, es una localidad situada en la provincia de Burgos, comunidad autónoma de Castilla y León, comarca de Las Merindades, partido judicial de Villarcayo, ayuntamiento de Valle de Manzanedo.

## Topónimo
Alude a una cavidad natural. Tal  topónimo lo comparte con otros pueblos como por ejemplo Cueva de Juarros. Es muestra de la evolución lingüística sin conservar el originario de “Cova” como por ejemplo  Covanera.

## Geografía

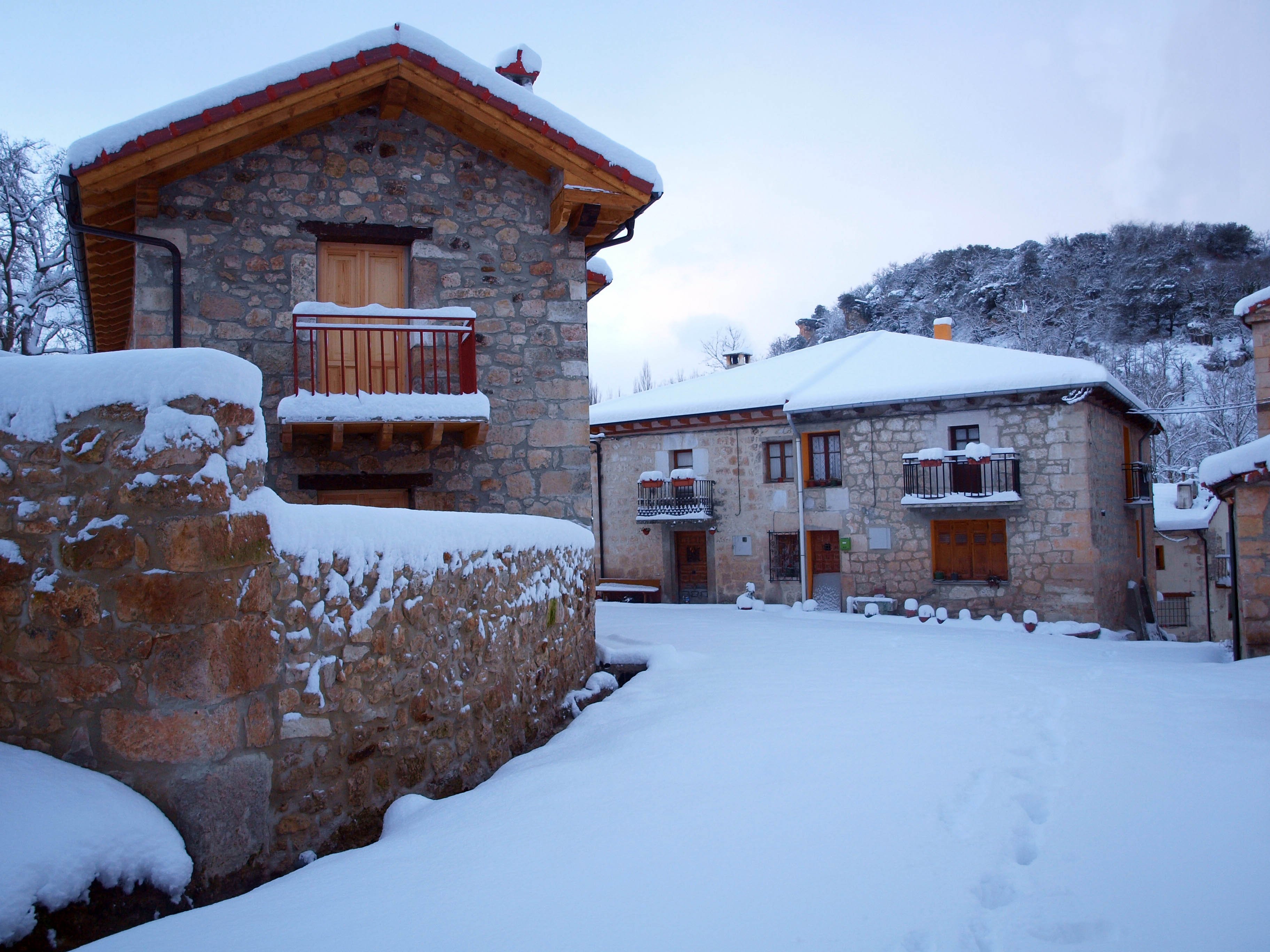
Calle principal

Está en un pequeño vallejo formado por dos arroyos que descienden de los picos más altos del pueblo: El Salvador y La Ribacha. Estas elevaciones lo protegen del viento norte, viento algo desapacible cuando sopla.
En superficie esas cumbres afloran estratos de la era Cenozoica, periodo Paleógeno, época Eoceno de hace unos 60-50 millones de años.  Todo ello cubre estratos del Mesozoico que aparecen en las laderas y también donde se asienta el pueblo.
Desde el pueblo y hacia el Ebro hay una vega  formada por aportes de la erosión hídrica,  del periodo Cuaternario en los 2 últimos millones de años. Antes esta vega, que así se llama, se dedicaba a diversos cultivos acordes con el modo de vida desaparecido.
Discurren diversas corrientes de agua como el río Trifón que desemboca en el Ebro que pasa al lado del pueblo. También manantiales y fuentes, una en el centro del pueblo de la que brota un agua muy agradable que llena un gran pilón que cuadra con la estructura urbana en la que se enmarca.
La mayor parte de este valle está cubierta por bosques de variada vegetación. En las laderas orientadas hacia el norte son abundantes los robles, encinas, hayas, arces, madroños, bojes y tejos. En la solana abundando encinas y robles y numerosas especies arbustivas entre las que destacan los enebros, sabinas, aulagas y endrinos. En la orilla del Ebro, predomina el bosque de ribera sobresaliendo los chopos.
Como pueblos vecinos tiene a Cidad de Ebro, Peñalba de Manzanedo, Manzanedo y Manzanedillo.

## Demografía
Evolución de la población
| Gráfica de evolución demográfica de Cueva de Manzanedo entre 2000 y 2023 |
|                                                                          |
| Población de derecho (2000-2023) según el padrón municipal del INE       |

## Estructura urbana

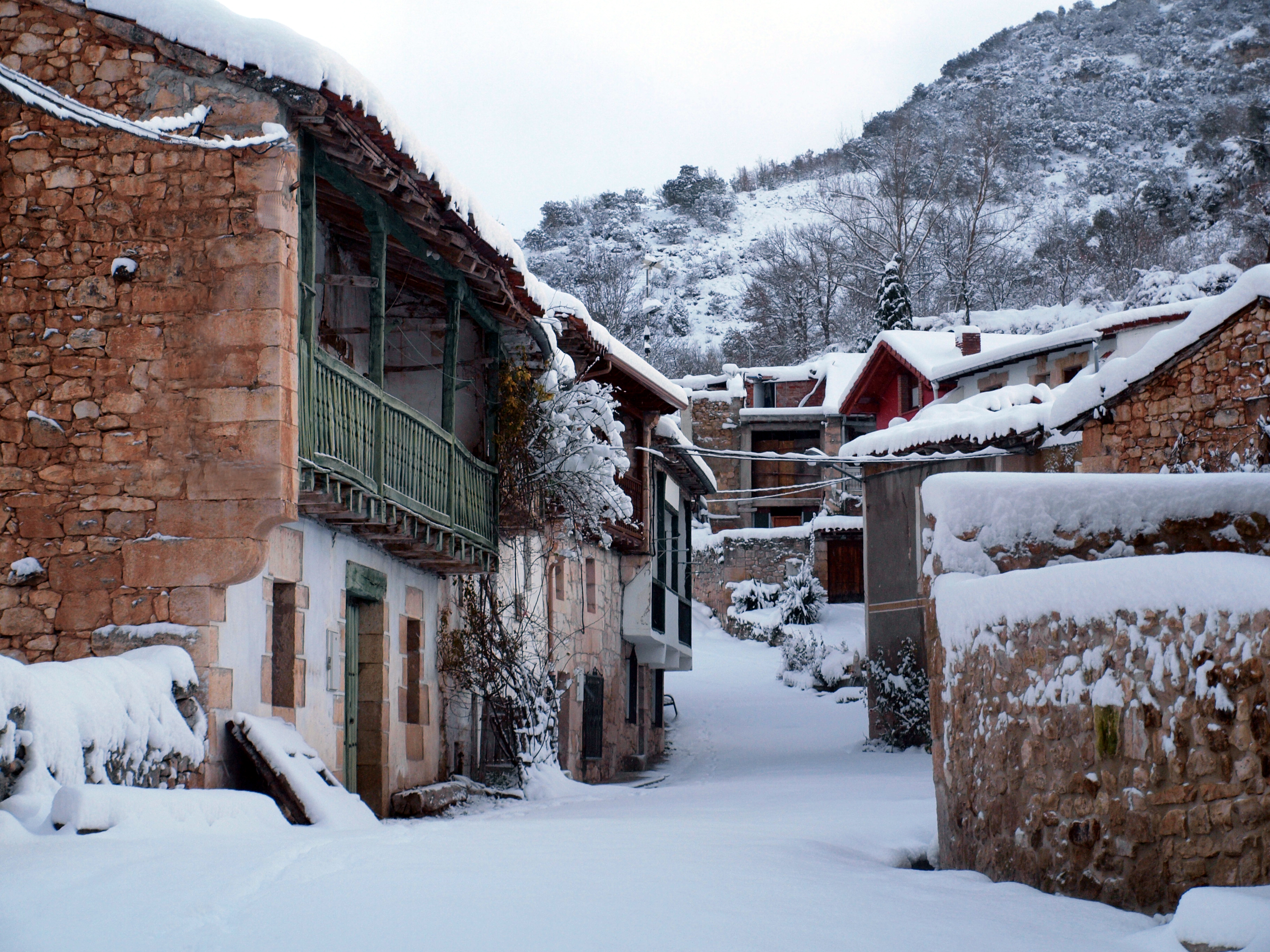
Calle principal de Cueva de Manzanedo.

El pueblo se adaptó al vallejo sobre el que se asienta; en consecuencia, el  pueblo es alargado. Recientemente se ha extendido al lado de la carretera que pasa por él.
Las casas responden al tipo de edificaciones de este contorno. Son de piedra con balcones y tejado a 2 aguas. Solían tener planta baja, primer piso y desván. Algunas un segundo piso. En la actualidad, salvo reformas modernizantes, conservan tal estructura.
Unas estaban/están pegadas a otras apoyadas en paredes maestras que generalmente se construían en colaboración vecinal salvo los trabajos de especialistas como canteros que en esta comarca eran bastante abundantes. Pese a lo que se cree no son medievales sino que corresponden las más antiguas, salvo la iglesia, a la Edad Moderna y contemporánea.

## Historia

### Edad Media
La presencia del castro de Manzanedo indica un doblamiento prehistórico, pero tanto este pueblo como todos los de su contorno se originaron en la Alta Edad Media con presencia en el hábitat rupestre. Las cuevas eran la residencia de familias lo cual también favorecía la presencia de chabolas semirupestres que a la larga generaron el nacimiento de pueblos. Los vestigios rupestres son numerosos en este valle. Tales asentamientos no son ninguna excepcionalidad sino algo normal para aquella época.

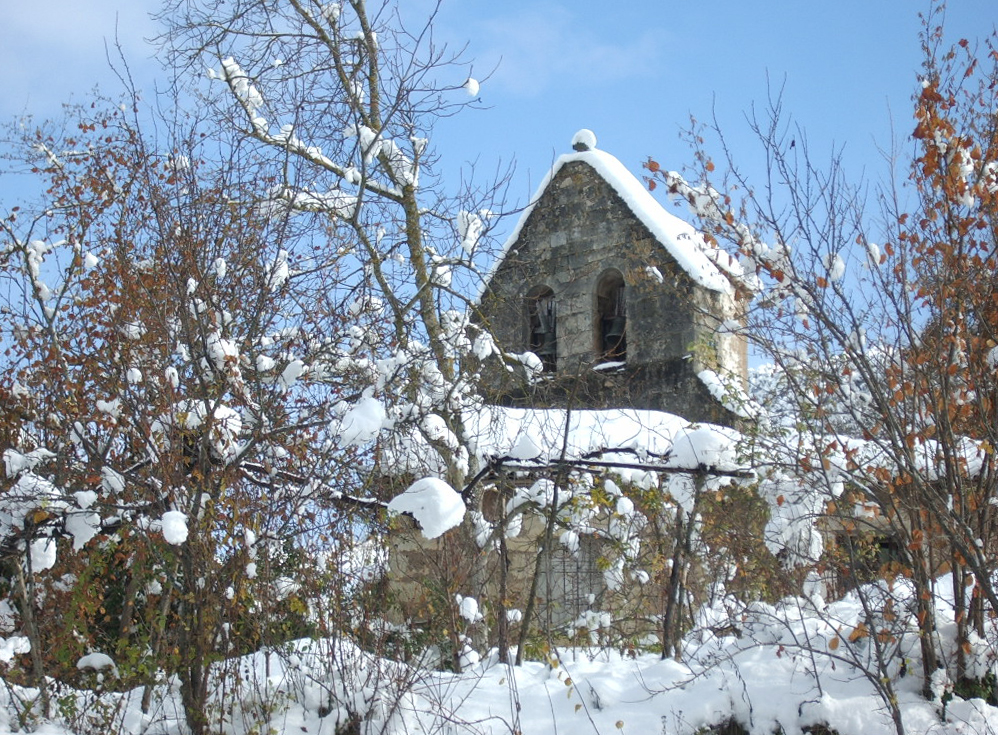
Campanario de la Iglesia de Cueva de Manzanedo

Ya durante plena Edad Media debían servir a los dos poderes dominantes: la nobleza feudal y el clero de la Iglesia católica.
Nobleza. A mediados del el siglo XIV en el libro de las Behetrias se describe a este pueblo como solariego salvo un solar de behetría y no se conocen quien son naturales de esta behetría. Pagan al rey servicios y monedas. Estaba vinculado a la familia Fernández de Velasco como señores del lugar.

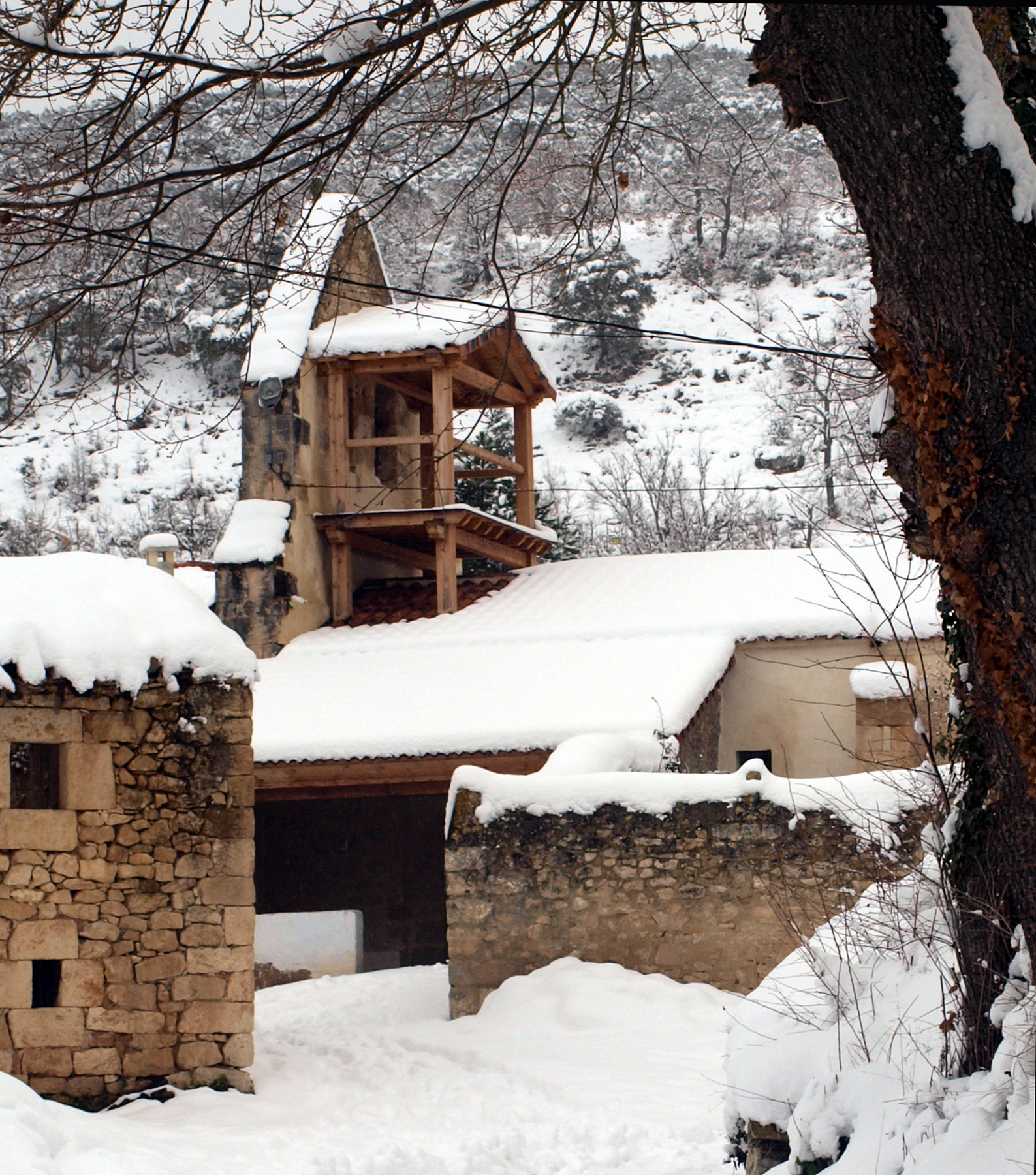
Iglesia Asunción de Nuestra Señora de Cueva de Manzanedo

Iglesia. El centro de poder inmediato era el Monasterio de Rioseco al cual hacían donaciones, compras y trueques consistentes en tierras, casas, parrales, viñedos, un molino y bodegas.

### Edad Contemporánea
En 1829 contaba con 22 vecinos.
Así se describe a Cueva de Manzanedo en el tomo VII del Diccionario geográfico-estadístico-histórico de España y sus posesiones de Ultramar, obra impulsada por Pascual Madoz a mediados del siglo XIX:

Lugar en la provincia, diócesis, audiencia territorial y capitanía general de Burgos (13 leguas), partido judicial de Villarcayo (3) y ayuntamiento titulado del Valle de Manzanedo. Se halla situado en un estrecho valle con buena ventilación y clima saludable; tiene 28 casas de 18 a 24 pies de elevación y con piso alto, una iglesia parroquial (Nuestra Señora de la Asunción) aneja de la de Villasopliz, cuyo cura dice en aquella la segunda misa, un cementerio bien ventilado; una escuela de primera educación asistida por 20 niños entre los cuales se cuentan los de los pueblos inmediatos; una fuente buena y abundante. Confina el término N con Villasopliz; E Manzanedo; S Cidad y río Ebro; y O Peñalba. El terreno se compone de arcilla y arena, siendo también cascajoso en algunas partes; es de primera, segunda y tercera calidad; le cruza de N a S el río denominado Landrabejos de curso perenne y poco caudaloso, el cual corre cerca de la población y a su O, y va a incorporarse con el río Ebro a distancia de 6 minutos; hay 3 pedazos de terreno baldío de los que este pueblo se aprovecha en comunidad con los de San Miguel y Peñalba, esto es, uno con el primero y dos con el segundo. Caminos: los de servidumbre son los únicos que existen. Producciones: trigo, que es el más abundante, cebada, centeno, maíz, legumbres y lino; ganado lanar, cabrío, vacuno y mular; caza de perdices, liebres, zorros y lobos, y pesca de algunas truchas y peces. Industria: la agrícola, 2 canteros y un molino harinero al que da impulso el referido río Landrabejos. Comercio: la venta de ganados, y compra de vino, aceite y ropas. Población: 10 vecinos, 38 almas. Capital productivo: 63.600 reales. Imponible: 6.609 reales.
Diccionario geográfico-estadístico-histórico de España y sus posesiones de Ultramar

El primer maestro que tuvo este pueblo fue en 1922 y se llamaba D. Nicolás Herrero Herranz.
La familia Juaristi Linacero tiene vínculos con este pueblo. Jon Juaristi en uno de sus libros lo cita a lo largo de varias páginas. Describe el modo de vida tradicional en el que se desenvolvía la vida de sus habitantes en el verano de 1958 y que él estaba viendo desaparecer aunque no fuera consciente de tal ocaso.